# Штоф, Александра Александровна
Баронесса Александра Александровна Штоф (1860—1925) — фрейлина императрицы Марии Александровны, кавалер Георгиевского креста 4-й степени.

## Биография
Родилась в 1860 году в семье генерал-майора Александра фон Штоф, участника Кавказской войны, отличившегося при захвате сына Шамиля, был командиром Преображенского полка. Её крёстным отцом стал царь Александр II.
В семнадцать лет своим поведением девушка больше напоминала юношу, чем прекрасную даму. После окончания Смольного института благородных девиц сама императрица Мария Александровна (жена Александра II) приколола к её плечу специальный бант придворной фрейлины, однако, надев мундир корнета лейб-гвардии гусарского полка, Александра фон Штоф сбежала на Русско-турецкую войну. Помог ей в этом старший брат — корнет лейб-гвардии гусарского полка. Баронесса фон Штоф провоевала год: участвовала в сражении на Шипке и участвовала в боях под Плевной. Награду — Георгиевский крест 4-й степени ей вручал сам генерал Скобелев. Также была награждена румынским и болгарским орденами за оборону Шипки.
Затем, после вскрытия обмана, Александра работала санитаркой в лазарете, где познакомилась со студентом четвёртого курса медико-хирургической академии Михаилом Соколовым. Брак был неравный и, несмотря на то, что Александра попросила разрешение у императрицы, по закону, будучи урождённой баронессой фон Штоф, она лишалась титула. После войны Александра и Михаил приехали в Петербург. Александра снова стала фрейлиной императрицы, но уже без титула баронессы. В результате стечения многих обстоятельств, происшедших при дворе, Александра решила покинуть Петербург, но, не смея открыто отказаться от должности статс-дамы, сделала вид, что больна астмой. Врачи вынесли вердикт, что Петербург ей противопоказан и посоветовали сменить климат.
Вместе с мужем она уехала в деревню Пады Саратовской губернии (ныне Саратовской области). При дворе она появилась только один раз, когда в Россию приезжал Вильгельм II. После Октябрьской революции Александра и муж никуда не уехали и осталась жить в деревне Пады. Михаил Иванович лечил крестьян из окрестных деревень, Александра Александровна помогала ему как фельдшер.
Александра Александровна умерла в 1925 году от инсульта, на смертном одре повелела близким прикрепить себе на грудь Георгиевский крест. У них с мужем было шестеро детей — пять мальчиков и одна девочка.